# Виллер-ле-Гиз
Вилле́р-ле-Ги́з (фр. Villers-lès-Guise) — коммуна во Франции, находится в регионе Пикардия. Департамент коммуны — Эна. Входит в состав кантона Гиз. Округ коммуны — Вервен.
Код INSEE коммуны — 02814.

## Население
Население коммуны на 2010 год составляло 165 человек.
| 1962 | 1968 | 1975 | 1982 | 1990 | 1999 | 2010 |
| ---- | ---- | ---- | ---- | ---- | ---- | ---- |
| 254  | 250  | 199  | 195  | 203  | 182  | 165  |

## Экономика
В 2010 году среди 114 человек трудоспособного возраста (15—64 лет) 78 были экономически активными, 36 — неактивными (показатель активности — 68,4 %, в 1999 году было 75,2 %). Из 78 активных жителей работали 73 человека (39 мужчин и 34 женщины), безработных было 5 (3 мужчин и 2 женщины). Среди 36 неактивных 12 человек были учениками или студентами, 15 — пенсионерами, 9 были неактивными по другим причинам.